# Styloleptoides morazzanii
Styloleptoides morazzanii là một loài bọ cánh cứng trong họ Cerambycidae.